# Вячеслав Ярополчич
Вячеслав Ярополчич (ум. 13 декабря 1104) — князь, младший сын Ярополка Изяславича Волынского.
Предположительно, имел небольшой удел в туровской земле или на Волыни.

## Биография
Год рождения неизвестен. Когда в 1086 году умер его отец, Вячеслав Ярополчич был слишком мал, чтобы получить княжеский стол. В 1097 году Вячеслав выступал на стороне Святополка Изяславича в войне против Давыда Игоревича и Ростиславичей. В 1103 году участвовал в походе на половцев. Умер 13 декабря 1104.
Неизвестно, где княжил Вячеслав Ярополчич. Вероятно, у него был какой-то удел на Волыни или в туровской земле, возможно, что в 1102—1104 годах Вячеслав владел Берестьем. Нет сведений о его жене и детях.